# خانه عروسک (فیلم ۱۹۱۷)
«خانه عروسک» (انگلیسی: A Doll's House (1917 film)) یک فیلم است که در سال ۱۹۱۷ منتشر شد. از بازیگران آن می‌توان به لان چینی و دورتی فیلیپس اشاره کرد.